# Iouri Joukov
Pour les articles homonymes, voir Joukov (homonymie).
 (octobre 2022).
Si vous disposez d'ouvrages ou d'articles de référence ou si vous connaissez des sites web de qualité traitant du thème abordé ici, merci de compléter l'article en donnant les références utiles à sa vérifiabilité et en les liant à la section « Notes et références ».
 (octobre 2022).
La mise en forme du texte ne suit pas les recommandations de Wikipédia : il faut le « wikifier ».
Les points d'amélioration suivants sont les cas les plus fréquents :
- Les titres sont pré-formatés par le logiciel. Ils ne sont ni en capitales, ni en gras.
- Le texte ne doit pas être écrit en capitales (les noms de famille non plus), ni en gras, ni en italique, ni en « petit »…
- Le gras n'est utilisé que pour surligner le titre de l'article dans l'introduction, une seule fois.
- L'italique est rarement utilisé : mots en langue étrangère, titres d'œuvres, noms de bateaux, etc.
- Les citations ne sont pas en italique mais en corps de texte normal. Elles sont entourées par des guillemets français : « et ».
- Les listes à puces sont à éviter, des paragraphes rédigés étant largement préférés. Les tableaux sont à réserver à la présentation de données structurées (résultats, etc.).
- Les appels de note de bas de page (petits chiffres en exposant, introduits par l'outil «  Source ») sont à placer entre la fin de phrase et le point final[comme ça].
- Les liens internes (vers d'autres articles de Wikipédia) sont à choisir avec parcimonie. Créez des liens vers des articles approfondissant le sujet. Les termes génériques sans rapport avec le sujet sont à éviter, ainsi que les répétitions de liens vers un même terme.
- Les liens externes sont à placer uniquement dans une section « Liens externes », à la fin de l'article. Ces liens sont à choisir avec parcimonie suivant les règles définies. Si un lien sert de source à l'article, son insertion dans le texte est à faire par les notes de bas de page.
- La présentation des références doit suivre les conventions bibliographiques. Il est recommandé d'utiliser les modèles {{Ouvrage}}, {{Chapitre}}, {{Article}}, {{Lien web}} et/ou {{Bibliographie}}. Le mode d'édition visuel peut mettre en forme automatiquement les références.
- Insérer une infobox (cadre d'informations à droite) n'est pas obligatoire pour parachever la mise en page.

Pour une aide détaillée, merci de consulter Aide:Wikification.
Si vous pensez que ces points ont été résolus, vous pouvez retirer ce bandeau et améliorer la mise en forme d'un autre article.
Iouri (Gueorgui) Aleksandrovitch Joukov (en russe : Юрий Александрович Жуков ; également Георгий Александрович Жуков ; né le 23 avril 1908 à Almazna et mort le  31 mai 1991 à Moscou) est un journaliste, un essayiste et une personnalité politique soviétique.

## Formation et parcours professionnel
Né dans la famille d'un prêtre orthodoxe, Iouri est envoyé à Tiflis pendant la Grande guerre et la guerre civile. À parti de 1924, il fait ses études d'ingénierie ferroviaire à Louhansk. En parallèle, il publie dans un périodique de son école. En 1927, il devient "correspondant ouvrier" (rabkor), puis correspondant et rédacteur des journaux comme la Pravda de Louhansk (ru) et le Komsomol de l'Ukraine.
Diplômé en 1932 de l'Institut des automobiles et des tracteurs de Moscou (ru), Joukov travaille un temps à l'usine d'automobiles à Gorki. C'est à cette époque qu'il épouse Rosalia Naoumovna Izmaïlova, qui deviendra sa collaboratrice dans les projets littéraires.
Entre 1932 et 1946, Joukov exerce comme chroniqueur et rédacteur à la Komsomolskaïa Pravda, cependant il écrit également dans Novy Mir et dans Nacha strana.
Vers 1938-1945, il a réalisé une expédition dans le Dalkrai, alors région de l'Extrême-Orient en pleine industrialisation, et a laissé des témoignages sur l'Extrême-Orient soviétique et le Japon.
Remarqué dans la presse régionale dans les années 1930, il a intégré la rédaction de la Pravda en 1943, avant de siéger à son comité de rédaction (1946-1987). Chroniqueur de la Pravda et des Izvestia, Joukov a été parmi les premiers correspondants permanents soviétiques à Paris de 1946 à 1952. De 1952 à 1957, il a été rédacteur en chef adjoint de la Pravda. Il va former toute une génération de nouveaux journalistes internationaux, appelés désormais mejdou-narodnik : parmi eux, Grigori Ratiani, Melor Sturua, Vsevolod Ovtchinnikov, et tant d'autres.
En 1957, il est devenu le premier président du puissant Comité d'État pour les relations culturelles avec les pays étrangers (GKKS), un organe qui a pris une part importante des responsabilités du ministère soviétique des affaires étrangères de 1957 à 1967. Dans ces nouvelles fonctions, Joukov supervisera les préparatifs et la signature du premier accord sur les échanges culturels avec les États-Unis (loi Lacy-Zaroubine, signée en janvier 1958) et l'exposition nationale soviétique à New York à l'été 1959. Il va également accueillir le vice-président Richard Nixon lors d'une visite non officielle en Union soviétique du 23 juillet au 2 août 1959 pour inaugurer l'exposition nationale américaine dans le parc Sokolniki à Moscou.
À la fin des années 1950, il rédige les discours officiels du dirigeant soviétique Nikita Khrouchtchev.
Joukov s'exerce également en essayiste, d'abord en rendant compte des succès de l'industrialisation, avec notamment son premier ouvrage sur l'usine de tracteurs de Kharkiv (en). À partir de 1947, il publie plusieurs ouvrages sur l'actualité internationale dans lesquels il se penche la plupart du temps sur le déclin économique et moral de la civilisation occidentale. Depuis 1972, il anime le programme télévisé de l'auteur sur la première chaîne de la télévision centrale "L'observateur politique du journal Pravda Iouri Joukov". Entre les années 1960 et 1990, assisté par son épouse, il réalise plusieurs traductions littéraires du français vers le russe, notamment des œuvres d'Hervé Bazin, d'Edmonde Charles-Roux et de Robert Sabatier. Il a participé activement à la dénonciation d'Alexandre Soljenitsyne après la publication de son roman L'Archipel du Goulag à l'étranger.

## Titres et fonctions
Membre du Parti communiste de l'Union soviétique depuis 1943. Il a ensuite été membre du Comité central du Parti communiste de l'Union soviétique en 1956-1976 avant de devenir membre candidat entre 1976 et 1989.À partir de 1961, il est membre de l'Union des écrivains d'URSS. En 1962-1989, député du Soviet suprême de l'URSS des 6-11 convocations. De 1962 à 1982, il a été vice-président et, de 1982 à 1987, président du Comité soviétique pour la paix. À partir de 1958, il est membre du conseil d'administration et de 1968 à 1991, il est le président de la Société URSS-France.

## Voir plus
- Dimitri Filimonov, Raconter la France aux Soviétiques : une histoire du journalisme international en URSS entre 1946 et 1958, Paris/59-Linselles, les Éditions du Cerf / Impr. Sobook, copyright 2021, 291 p. (ISBN 978-2-204-14629-6 et 2-204-14629-3, OCLC 1272861970, lire en ligne)